# 반 발프리드 에크만
반 발프리드 에크만(Vagn Walfrid Ekman, 1874년 5월 3일~1954년 3월 9일)은 스웨덴의 해양학자이다.

## 에크만 나선의 발견
북극해를 탐험한 프리드쇼프 난센은 빙하가 흐르는 방향을 관찰한 결과, 바람으로 생긴 표층 해류의 방향이 바람의 방향보다 오른쪽으로 20°에서 40° 가량이나, 기울어져 있다는 사실을 알아냈다. 에크만은 그 원인을 수학적으로 해석한 에크만 나선 이론과 에크만 수송에 대해 발표하였다. 에크만 나선 이론은 바다에서 뿐만 아니라 대기 운동에서도 마찬가지로 적용된다는 사실이 밝혀져 있다.

## 같이 보기
- 에크만 수송